# Pedicia lobifera
Pedicia lobifera är en tvåvingeart som beskrevs av Evgenyi Nikolayevich Savchenko 1986. Pedicia lobifera ingår i släktet Pedicia och familjen hårögonharkrankar. Inga underarter finns listade i Catalogue of Life.